# 里奥塞科城
里奥塞科城（西班牙語：Medina de Rioseco）是西班牙卡斯蒂利亚-莱昂巴利亚多利德省的一个市镇。总面积115平方公里，总人口4962人（2001年），人口密度43人/平方公里。

## 圣雅各使徒教堂

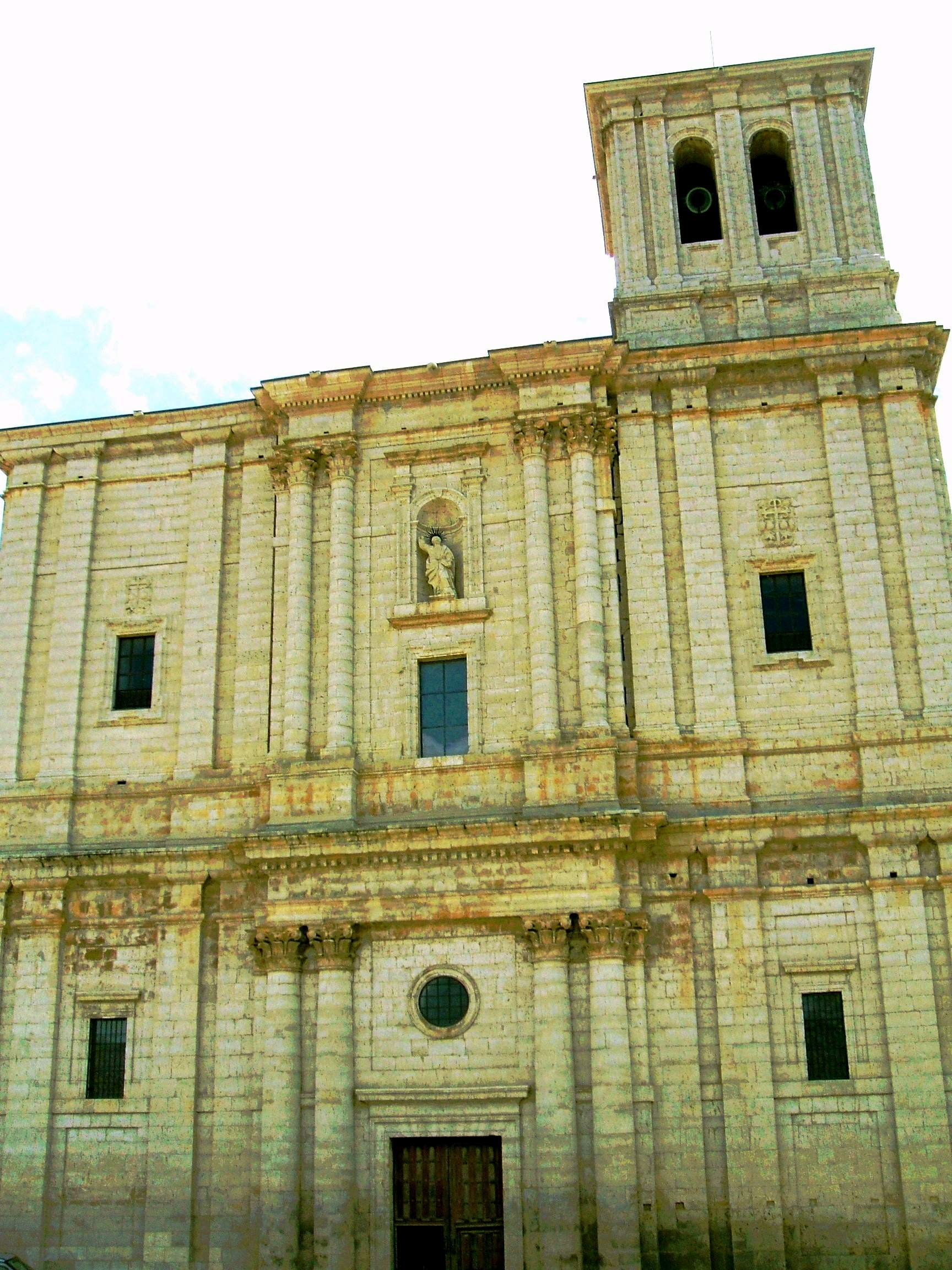
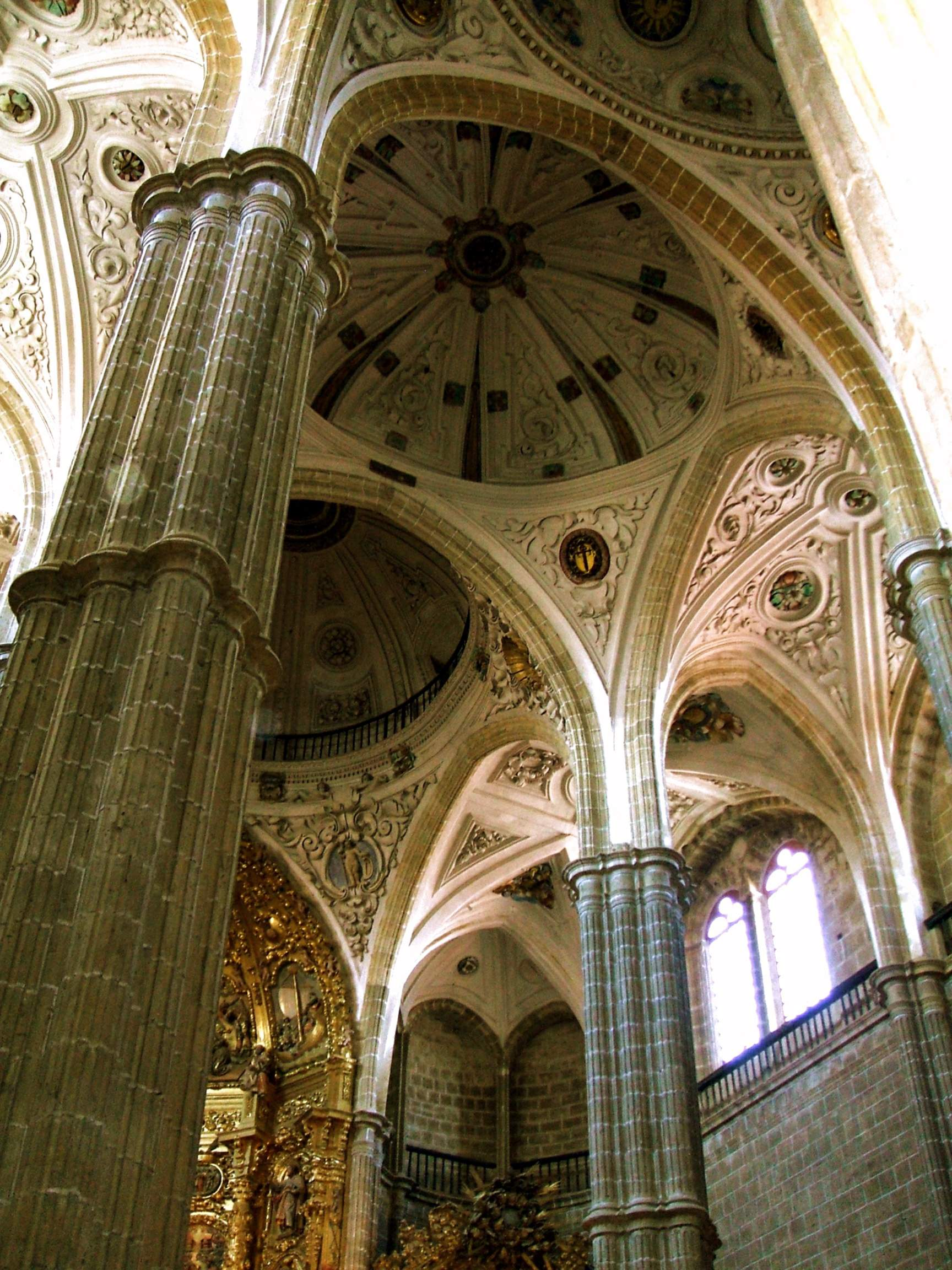
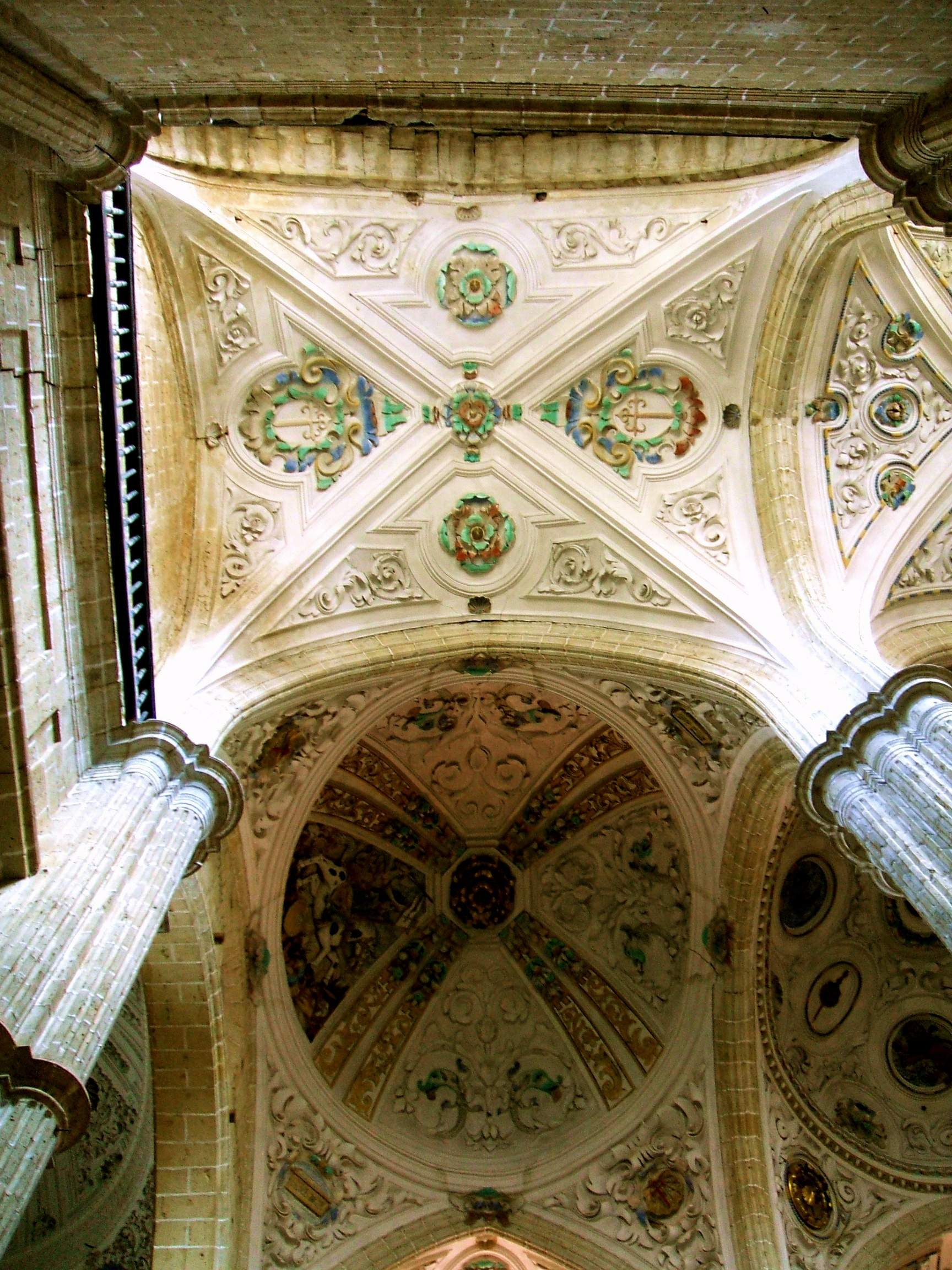
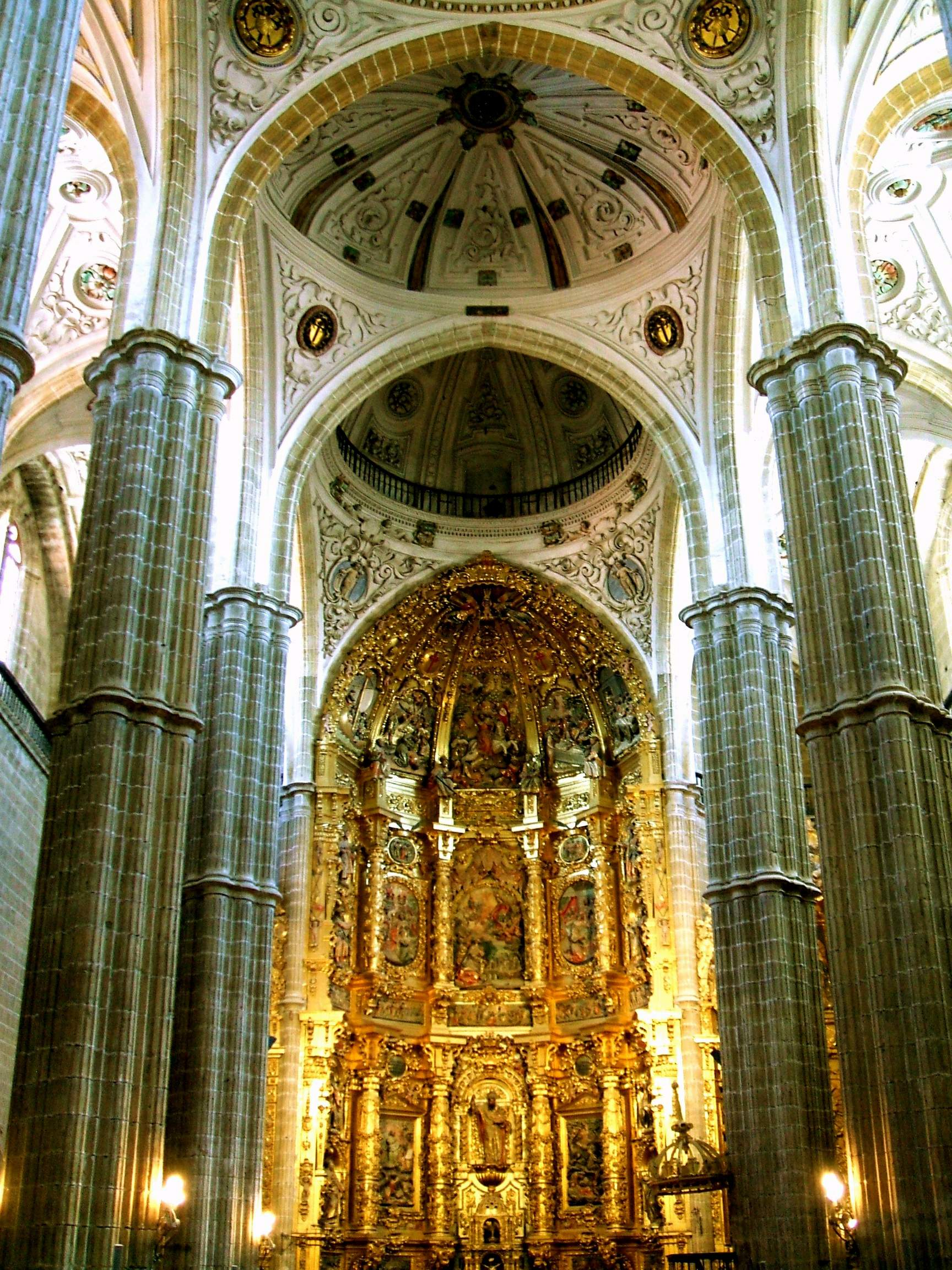
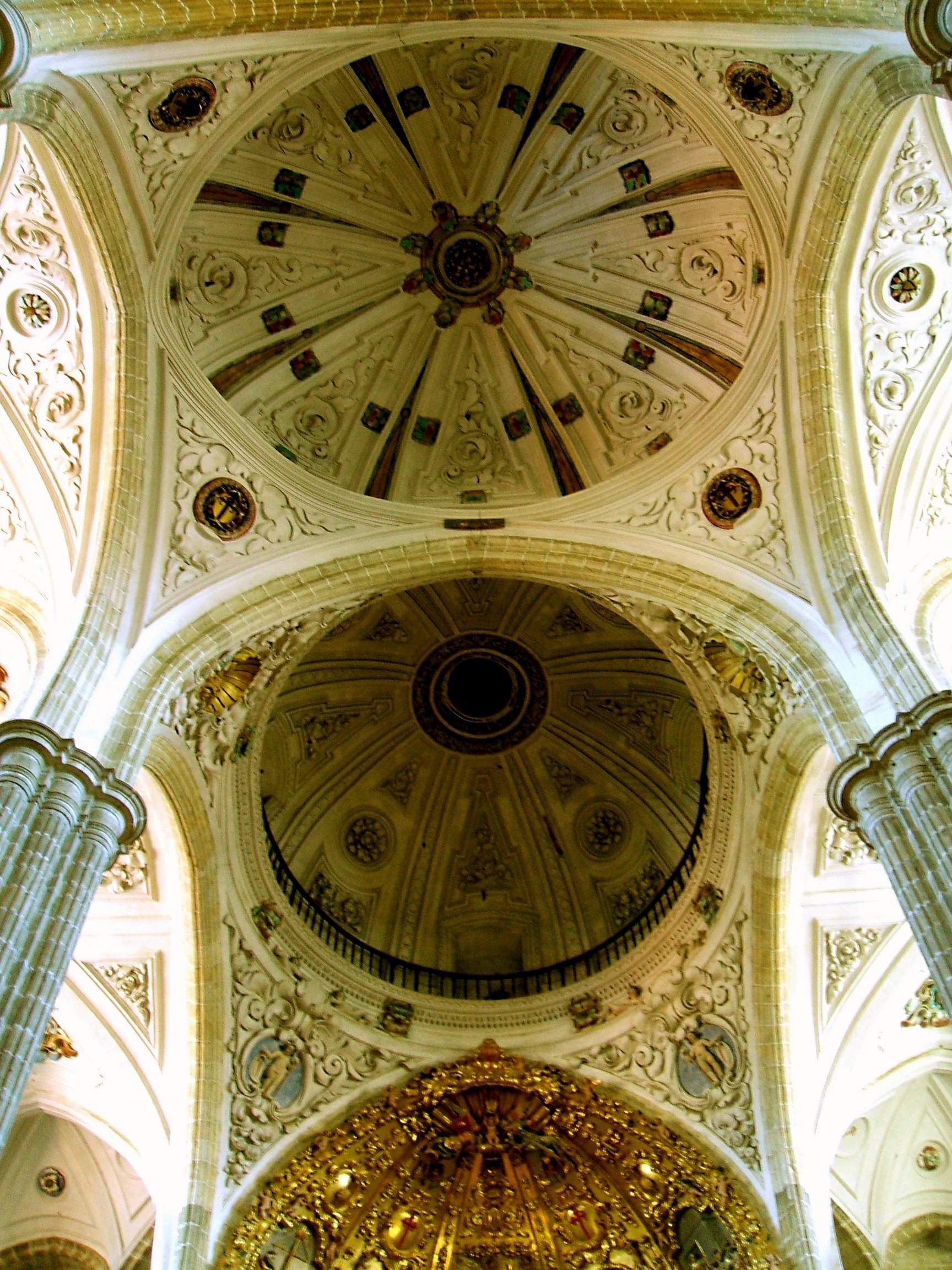
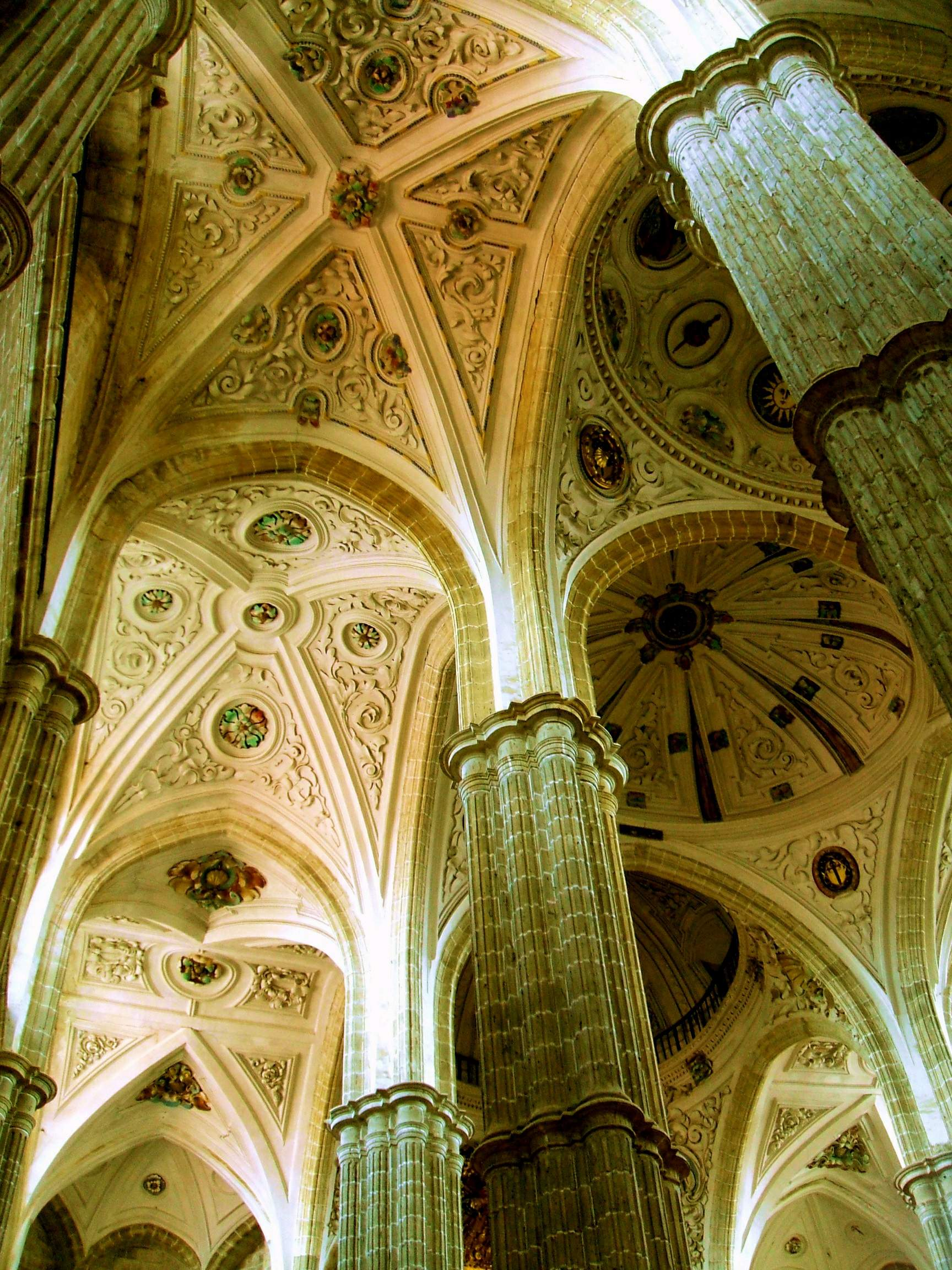
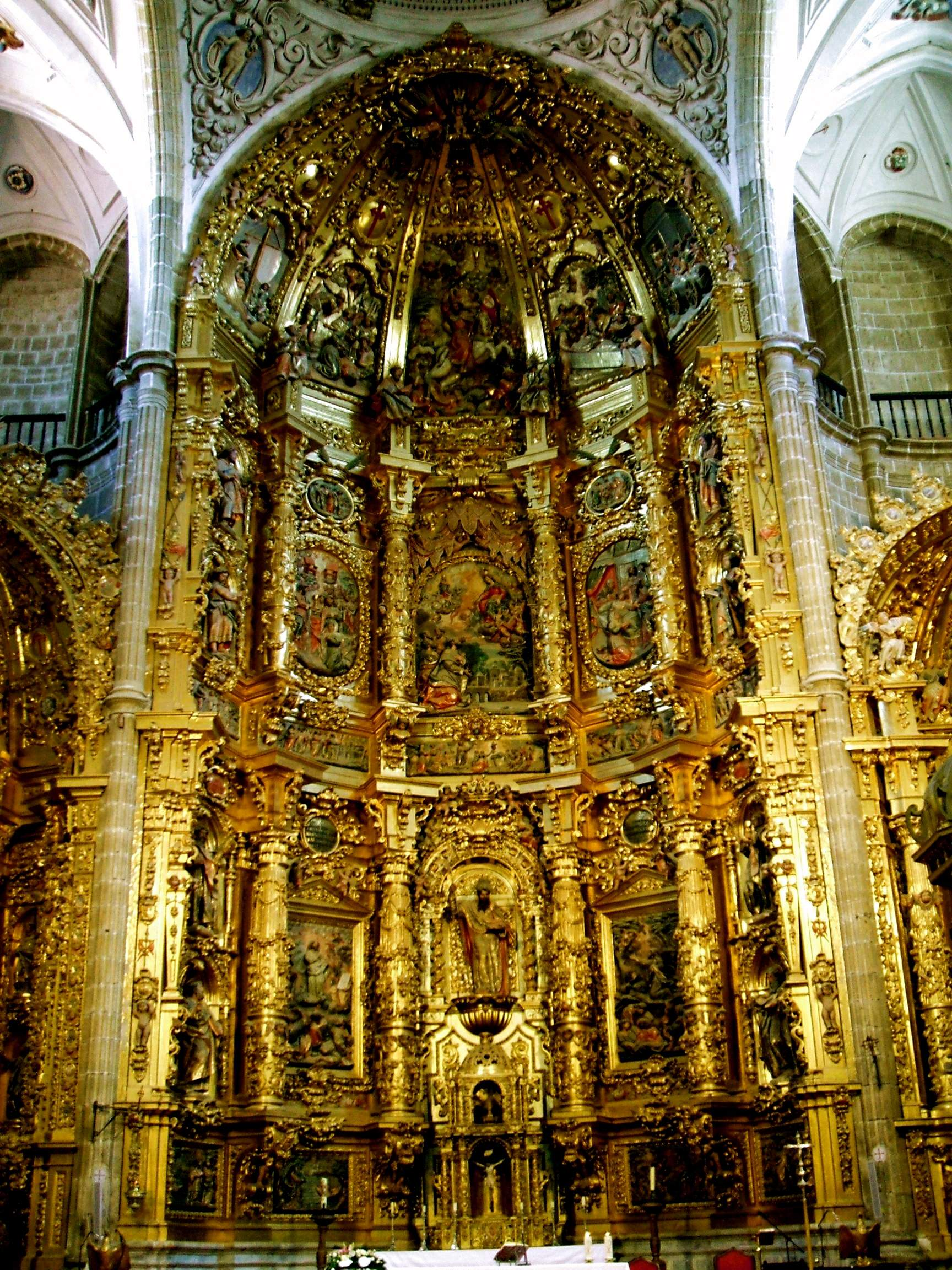
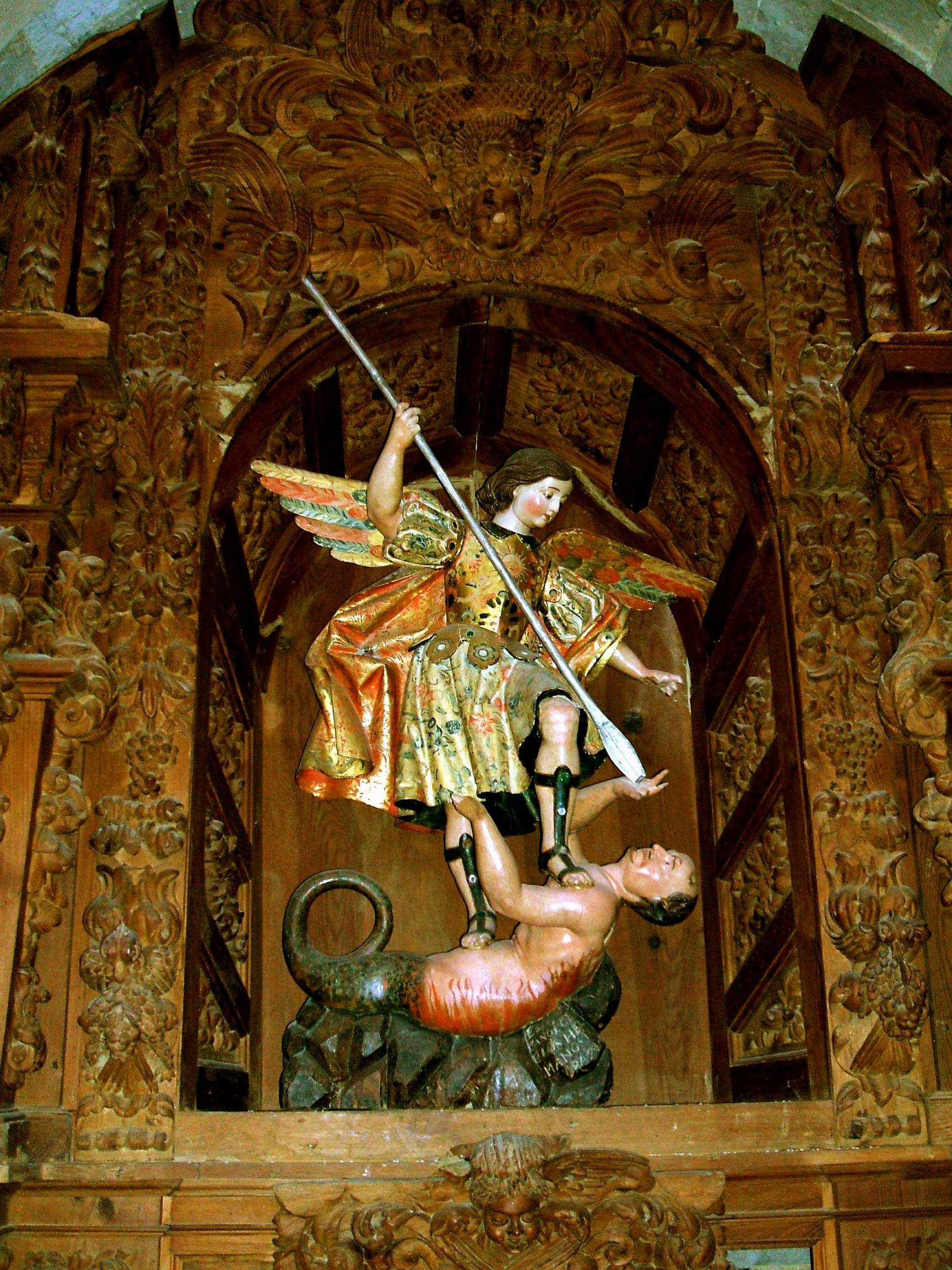
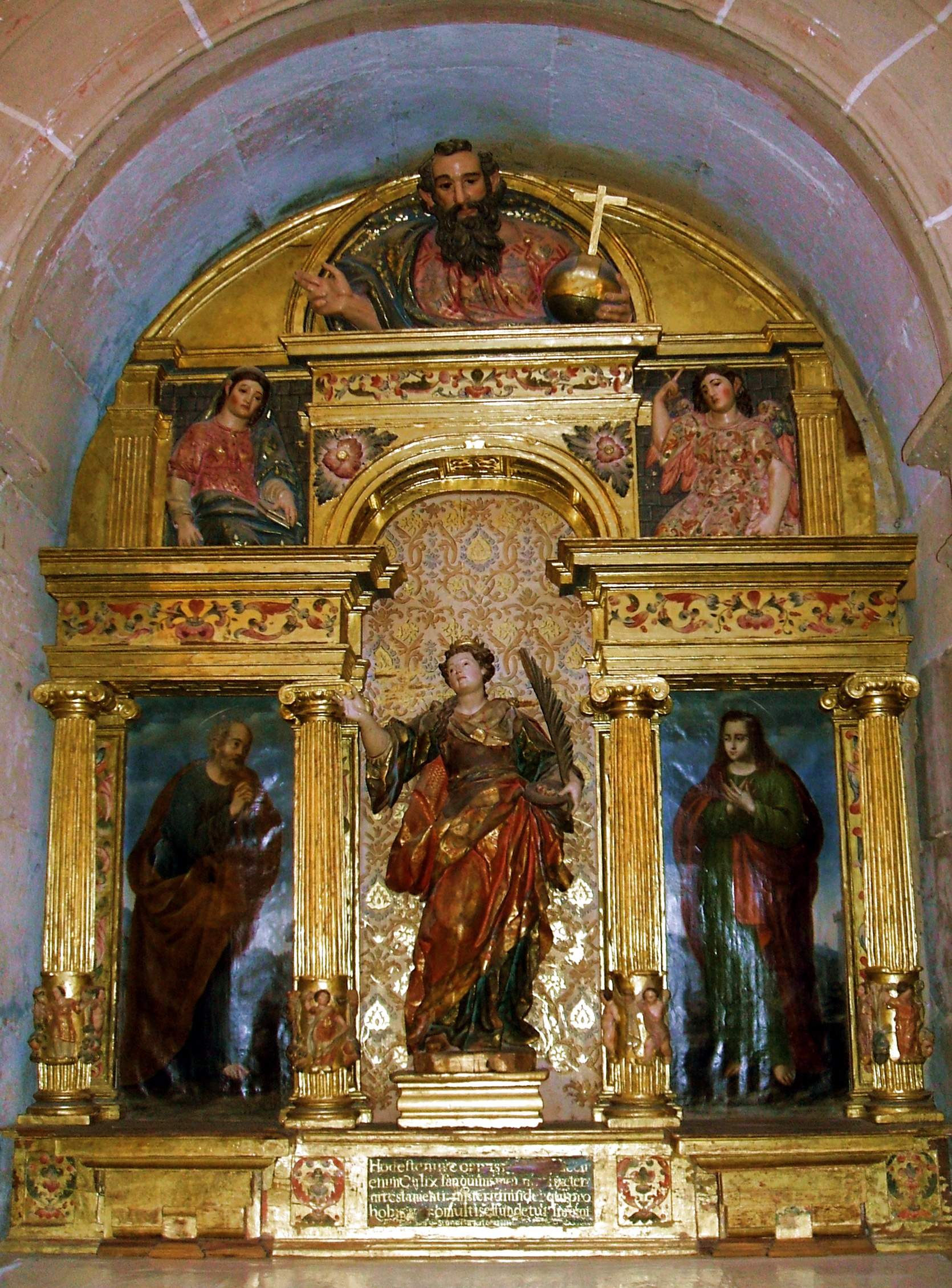
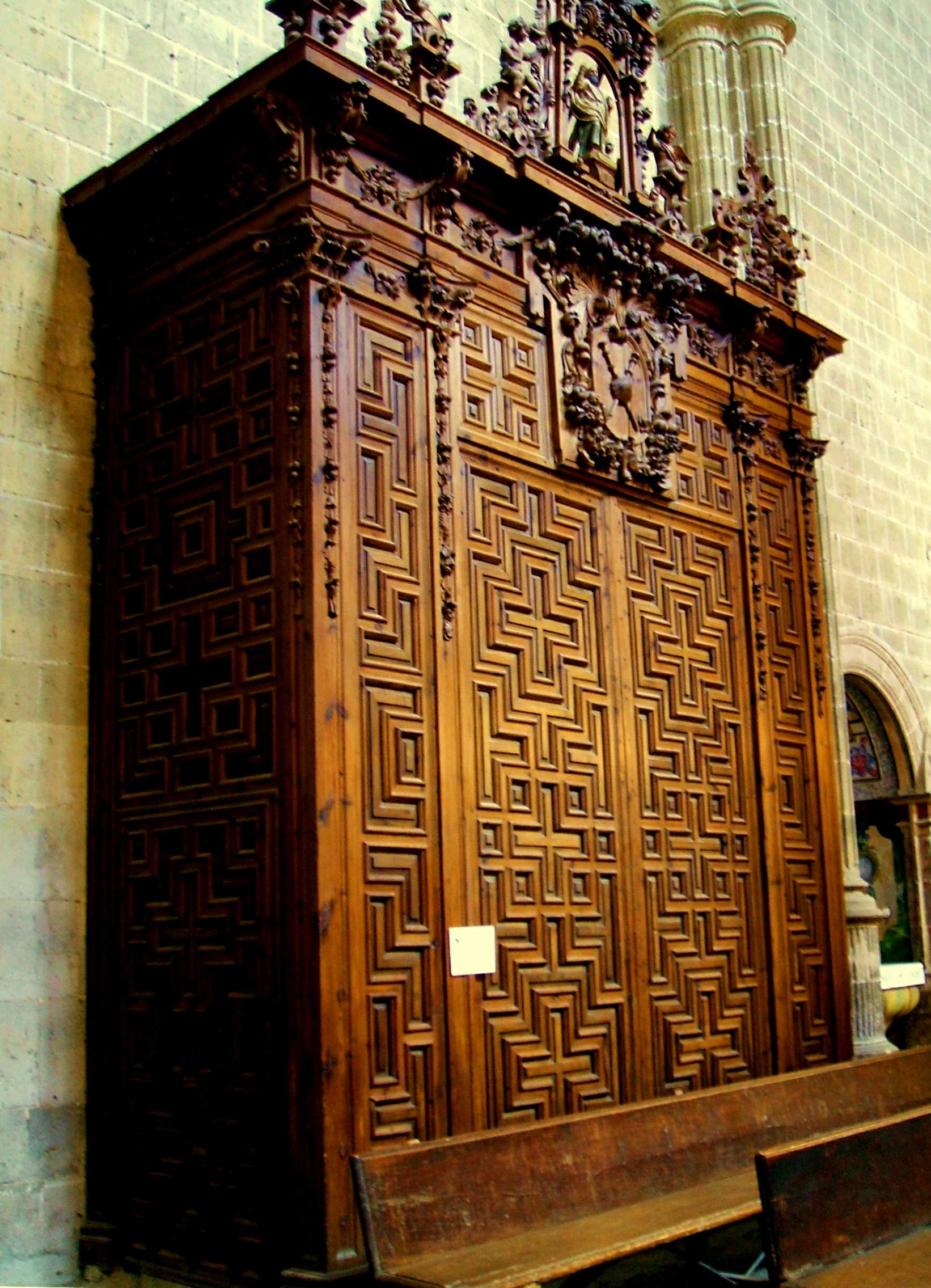
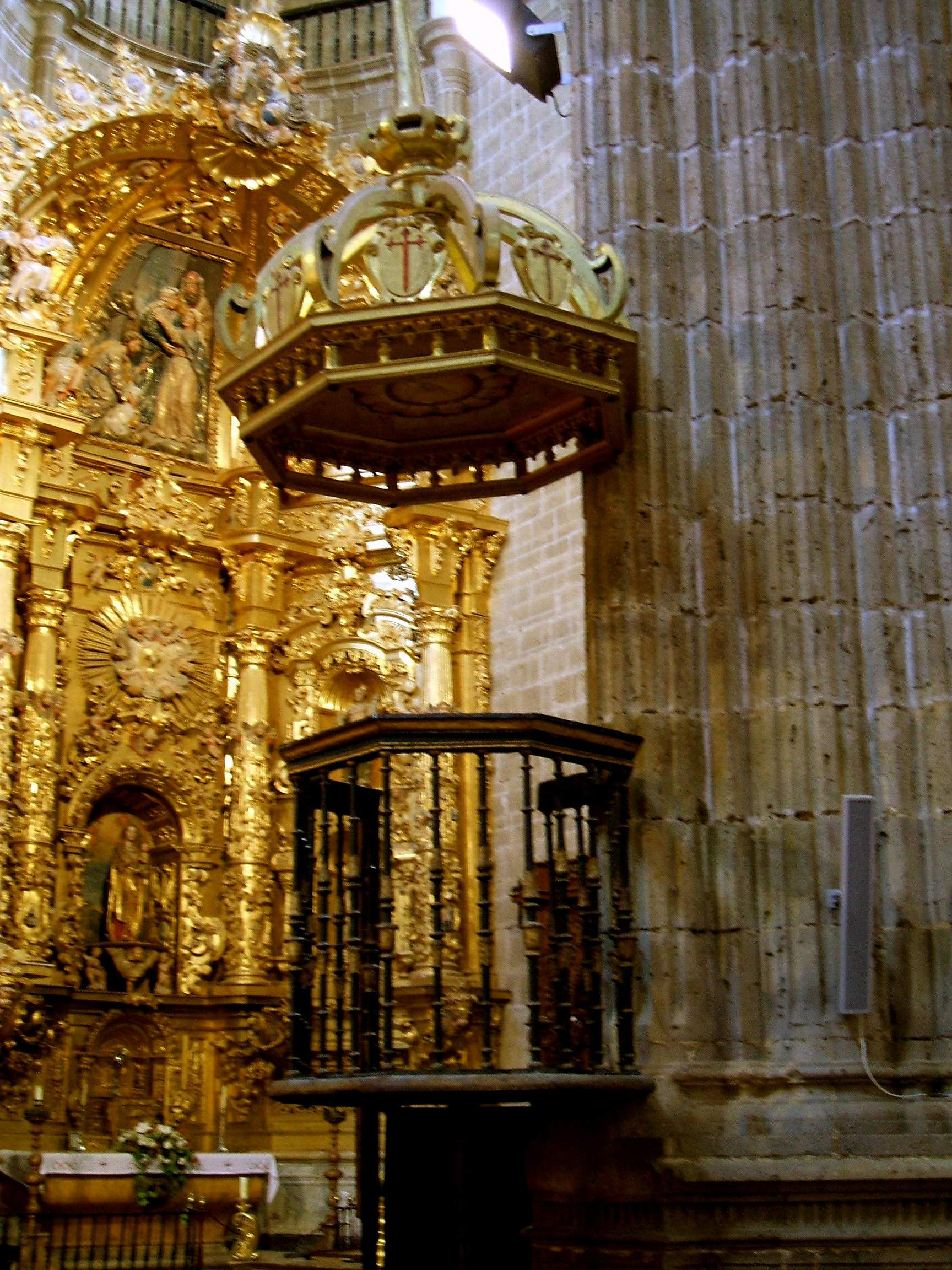
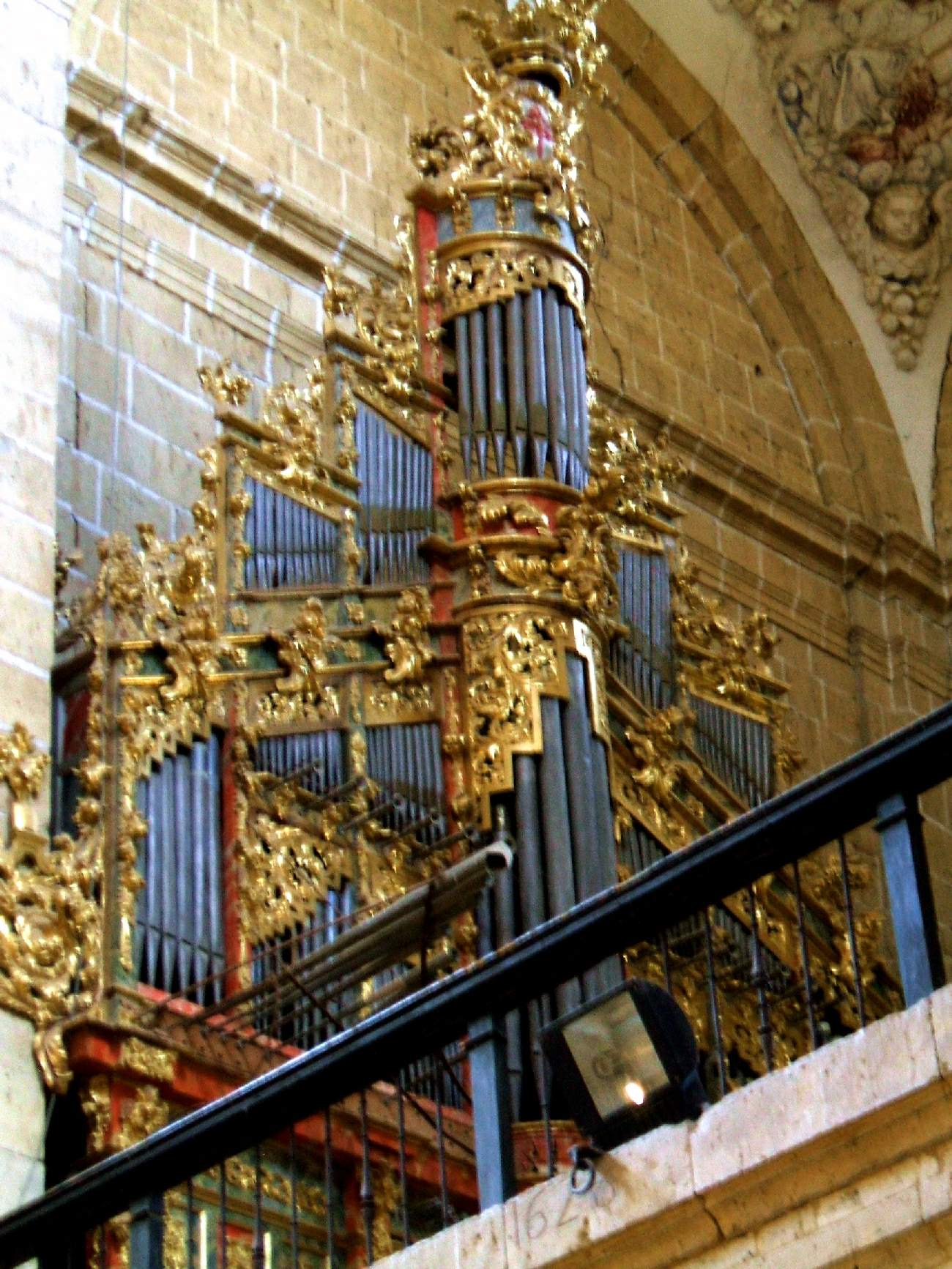

## 友好城市
- 法國 戈代维尔